# Guillaume (familie)
De familie Guillaume is een Belgische adellijke familie. De familie met Franse wortels werd in 1873 in de adelstand opgenomen. De nazaten van de eerste geadelde Guillaume vormen een uitgebreide familie, die zich door huwelijk verbonden heeft met talrijke adellijke families en die aan de Belgische staat verschillende hoge ambtenaren, hoofdzakelijk diplomaten, heeft geleverd.
De opname in de erfelijke adel met de titel van baron voor al zijn nakomelingen, werd in 1873 verleend aan luitenant-generaal Henri Guillaume (1812-1877), die als wapenspreuk nam Labore nobilis. Hij was minister van Oorlog van 1870 tot 1873 en was getrouwd met Cécile Engler (1832-1911). 
Onder hun kinderen en nakomelingen had het echtpaar Guillaume - Engler:
- Jean-Gustave-Paul Guillaume (1852-1918) die trouwde met de Roemeense Euphrosine de Gradisteano (1858-1914). Hij werd Belgisch buitengewoon gezant en gevolmachtigd minister. Ze hadden vier zoons, onder wie:
  - Gustave Guillaume (1883-1939), die Belgisch buitengewoon gezant en gevolmachtigd minister werd. Hij was getrouwd met Agatha Imperiali van de prinsen van Francavilla
    - Grégoire Guillaume (1930-2004), die voorzitter was van de Cercle Royal Gaulois in Brussel

  - Jules Guillaume (1892-1962), die  Belgisch ambassadeur was
    - Philippe Guillaume (°1934), die Belgisch diplomaat was. Getrouwd met prinses Shirin Malek-Mansour.
    - Alain Guillaume (°1937), die Belgisch ambassadeur was. Hij was getrouwd met prinses Anne-Marie Murat.